# Думмерсторф
Думмерсторф (нім. Dummerstorf) — громада в Німеччині, розташована в землі Мекленбург-Передня Померанія. Входить до складу району Росток.
Площа — 119,89 км2. Населення становить 7427 ос. (станом на 31 грудня 2020).